# Ромны (Приморский край)
Ро́мны — село в Красноармейском районе Приморского края. Входит в состав Новопокровского сельского поселения.

## География
Село Ромны стоит на правом берегу реки Смирновка (левый приток Большой Уссурки).
Дорога к селу Ромны идёт на юг от районного центра Новопокровка, до которого около 16,9 км.
Южнее села Ромны проходит административная граница между Красноармейским и Дальнереченским районом, до села Ясная Поляна Дальнереченского района около 24 км.

## Население
| 1915 | 2002 | 2010 |
| ---- | ---- | ---- |
| 188  | ↗207 | ↘145 |

## Улицы
| - ул. Горная, - ул. Продана, | - ул. Школьная, - ул. Юбилейная. |

## Экономика
Жители занимаются сельским хозяйством.